# Waldbach-Mönichwald

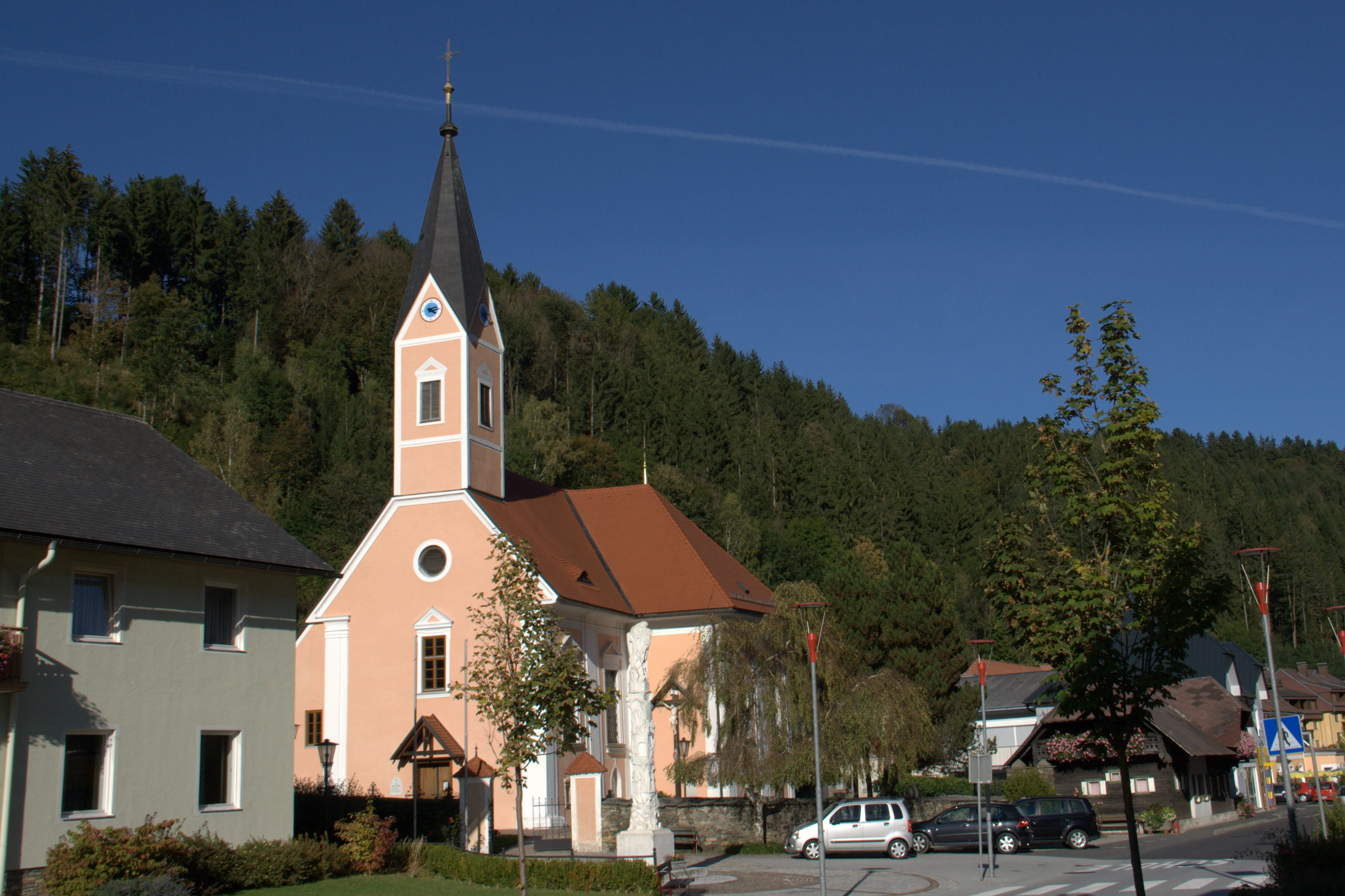
Pfarrkirche „hl. Georg“ in Waldbach

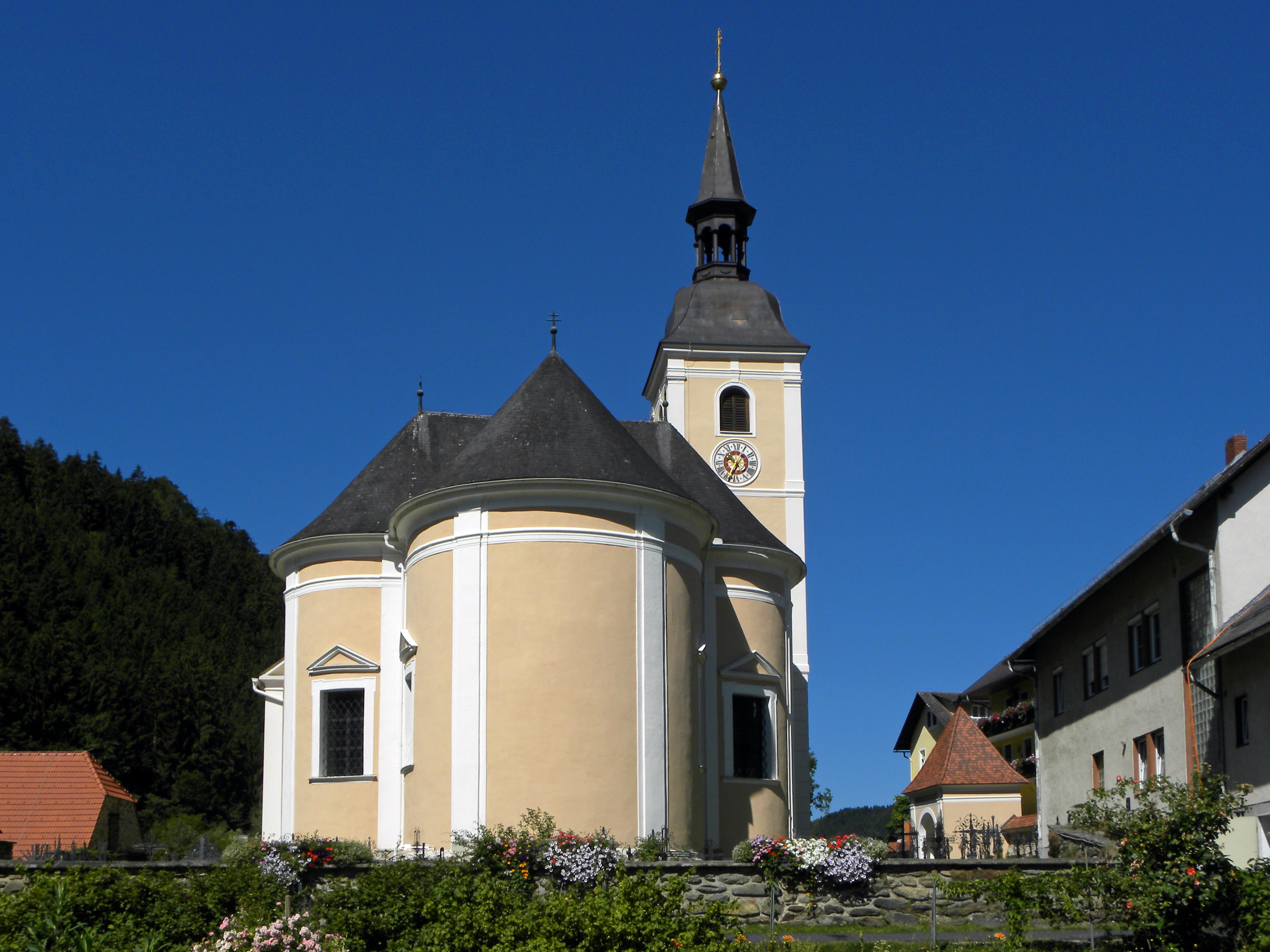
Pfarrkirche „hl. Peter und Paul“ in Mönichwald

Waldbach-Mönichwald ist seit 2015 eine Gemeinde im Bezirk Hartberg-Fürstenfeld in der Steiermark in Österreich.

## Geografie

### Gemeindegliederung
Das Gemeindegebiet umfasst sechs Ortschaften (in Klammern Einwohnerzahl Stand 1. Jänner 2024):
- Arzberg (381)
- Breitenbrunn (76)
- Karnerviertel (514) mit Bergfeldsiedlung, Bruck an der Lafnitz, Demmeldorf, Karndorf, Langegg, Lechen, Mönichwald, Neudorf bei Mönichwald, Rieglhof, Schwarzenbach, und Weghof
- Rieglerviertel (70)
- Schmiedviertel (265) mit Dörfl, Dorfsiedlung, Mönichwald, Sulzgraben, Unter der Alm und Wetzelberg
- Schrimpf (84)

Die Gemeinde besteht aus fünf Katastralgemeinden (Fläche Stand 31. Dezember 2023):
- Arzberg (486,05 ha)
- Karnerviertl (2.266,36 ha)
- Rieglerviertl (858,13 ha)
- Schmiedviertl (1.245,2 ha)
- Schrimpf (522 ha)

### Eingemeindungen
Die Gemeinde entstand im Rahmen der Gemeindestrukturreform in der Steiermark aus den mit Ende 2014 aufgelösten Gemeinden Waldbach und Mönichwald.
Eine Anfechtung der Zusammenlegung, welche von der Gemeinde Waldbach beim Verfassungsgerichtshof eingebracht worden war, war nicht erfolgreich.

### Nachbargemeinden
Eine der sechs Nachbargemeinden liegt im Bezirk Weiz (WZ), eine weitere im niederösterreichischen Bezirk Neunkirchen (NK).
| Rettenegg (WZ)       | Aspangberg-Sankt Peter (NK)                 |                           |
| Sankt Jakob im Walde | Kompassrose, die auf Nachbargemeinden zeigt | Sankt Lorenzen am Wechsel |
| Wenigzell            | Vorau                                       |                           |

### Tourismusverband
Die Gemeinde bildet gemeinsam mit Fischbach, Miesenbach, Ratten, Rettenegg, Strallegg, St. Kathrein am Hauenstein, St. Jakob im Walde, Birkfeld, Wenigzell und Vorau den Tourismusverband „Joglland-Waldheimat“. Dessen Sitz ist in St. Jakob im Walde.

## Geschichte

### Bevölkerungsentwicklung
Die Bevölkerungsentwicklung ist bis zum Jahr 2011 getrennt für die damaligen Gemeinden Mönichwald (dunkelblau) und Waldbach (hellblau) angegeben, die Zahlenwerte sind die Summen:

## Kultur und Sehenswürdigkeiten
- Katholische Pfarrkirche Mönichwald Hll. Peter und Paul
- Katholische Pfarrkirche Waldbach hl. Georg

## Wirtschaft und Infrastruktur

### Wirtschaftssektoren
Die folgende Tabelle zeigt die Entwicklung der Anzahl der Betriebe und der Beschäftigten in den Wirtschaftssektoren:
| Wirtschaftssektor            | Anzahl Betriebe | Anzahl Betriebe | Anzahl Betriebe | Erwerbstätige | Erwerbstätige | Erwerbstätige |
| Wirtschaftssektor            | 2021            | 2011            | 2001            | 2021          | 2011          | 2001          |
| ---------------------------- | --------------- | --------------- | --------------- | ------------- | ------------- | ------------- |
| Land- und Forstwirtschaft 1) | 76              | -               | -               | 97            | 124           | 126           |
| Produktion                   | 22              | 16              | 14              | 70            | 112           | 129           |
| Dienstleistung               | 78              | 73              | 65              | 250           | 189           | 200           |

1) Betriebe mit Fläche in den Jahren 2010 und 1999, Arbeitsstätten im Jahr 2021

### Bildung
In Waldbach und in Mönichwald befinden sich je ein Kindergarten. Die Volksschule liegt in Mönichwald, die Mittelschule in Waldbach.

### Verkehr
Die wichtigste Straßenverbindung ist die Waldbacher Straße L416, die die südliche Gemeindegrenze entlang verläuft.

## Politik

### Bürgermeister
In der konstituierenden Sitzung des Gemeinderats im April 2015 wurde Stefan Hold (ÖVP) aus Mönichwald zum ersten Bürgermeister der neu formierten Gemeinde gewählt.
Dem Gemeindevorstand gehören weiters der Vizebürgermeister Arrigo Kurz (ÖVP) und der Gemeindekassier Martin Übelher (SPÖ), beide aus Waldbach, an.
Bis 31. Dezember 2014 waren Andreas Riegler (ÖVP) in der Gemeinde Waldbach und Josef Freiberger (ÖVP) in der Gemeinde Mönichwald die amtierenden Bürgermeister. Infolge der Zusammenlegung der Gemeinde gab es vorerst keinen Bürgermeister. Da sich aus Protest gegen die Zusammenlegung keiner der ehemaligen Gemeindepolitiker zur Führung der Gemeinde bereit erklärte, wurde von der Landesregierung Steiermark mit Franz Schröck ein Mitarbeiter der Bezirkshauptmannschaft Hartberg-Fürstenfeld zum Regierungskommissär bestellt. Dieser hatte bis zur Neuwahl des Bürgermeisters im Rahmen der konstituierenden Sitzung des Gemeinderats die anfallenden Amtsgeschäfte zu führen.

### Gemeinderat
Der Gemeinderat besteht aus 15 Mitgliedern. Nach dem Ergebnis der Gemeinderatswahl 2020 setzt sich der Gemeinderat wie folgt zusammen:
- 12 Mandate ÖVP,
- 2 Mandate SPÖ und
- 1 Mandate FPÖ.

Bei der Zusammensetzung des Gemeinderats wurde auf die ausgewogene Vertretung der ehemaligen Gemeinden wert gelegt, denn acht Gemeinderäte kommen aus Waldbach und sieben aus Mönichwald.
| Partei          | 2020              | 2020              | 2020              | 2015              | 2015              | 2015              | 2010     | 2010     | 2010     | 2010         | 2010         | 2010         | 2005     | 2005     | 2005     | 2005         | 2005         | 2005         | 2000     | 2000     | 2000     | 2000         | 2000         | 2000         |
| Partei          | Fusions- gemeinde | Fusions- gemeinde | Fusions- gemeinde | Fusions- gemeinde | Fusions- gemeinde | Fusions- gemeinde | Waldbach | Waldbach | Waldbach | Mönich- wald | Mönich- wald | Mönich- wald | Waldbach | Waldbach | Waldbach | Mönich- wald | Mönich- wald | Mönich- wald | Waldbach | Waldbach | Waldbach | Mönich- wald | Mönich- wald | Mönich- wald |
| Partei          | M.                | Stimmen           | %                 | M.                | Stimmen           | %                 | M.       | St.      | %        | M.           | St.          | %            | M.       | St.      | %        | M.           | St.          | %            | M.       | St.      | %        | M.           | St.          | %            |
| --------------- | ----------------- | ----------------- | ----------------- | ----------------- | ----------------- | ----------------- | -------- | -------- | -------- | ------------ | ------------ | ------------ | -------- | -------- | -------- | ------------ | ------------ | ------------ | -------- | -------- | -------- | ------------ | ------------ | ------------ |
| ÖVP             | 621               | 74,28             | 12                | 581               | 54                | 8                 | 303      | 59       | 6        | 394          | 63           | 6            | 282      | 51       | 5        | 361          | 57           | 6            | 329      | 62       | 6        | 339          | 57           | 9            |
| SPÖ             | 155               | 18,54             | 2                 | 270               | 25                | 4                 | 133      | 26       | 2        | 178          | 29           | 3            | 184      | 34       | 3        | 230          | 36           | 3            | 136      | 26       | 2        | 200          | 34           | 5            |
| FPÖ             | 60                | 7,18              | 1                 | 218               | 20                | 3                 | 077      | 15       | 1        | 050          | 08           | 0            | 083      | 15       | 1        | 041          | 06           | 0            | 064      | 12       | 1        | 058          | 10           | 1            |
| Wahlberechtigte | 1.280             | 1.280             | 1.280             | 1.323             | 1.323             | 1.323             | 629      | 629      | 629      | 744          | 744          | 744          | 646      | 646      | 646      | 753          | 753          | 753          | 620      | 620      | 620      | 746          | 746          | 746          |
| Wahlbeteiligung | 66,56 %           | 66,56 %           | 66,56 %           | 82 %              | 82 %              | 82 %              | 83 %     | 83 %     | 83 %     | 85 %         | 85 %         | 85 %         | 85 %     | 85 %     | 85 %     | 85 %         | 85 %         | 85 %         | 87 %     | 87 %     | 87 %     | 82 %         | 82 %         | 82 %         |